# Paks
Paks est une ville du centre de la Hongrie bordant le Danube.

## Histoire
On peut voir dans les environs les restes d'un camp romain de l'époque des Flaviens à Lussonium.

## Patrimoine
Quelques édifices remarquables dans le centre de la vieille ville :
- la basilique du Cœur de Jésus, église catholique à trois nefs, consacrée en 1901 ;
- le palais baroque Szeniczey avec une plaque à la mémoire de Ferenc Deák, 'le Sage du Pays' ;
- le musée de la ville est situé dans l'ancien palais Cseh-Vigyázó ;
- les églises calviniste et luthérienne ont été respectivement construites en 1775 et 1884 ;
- l'église catholique du Saint-Esprit, construite d'après les plans de Imre Makovecz, est un chef-d'œuvre d'architecture du XXe siècle ;
- le long du Danube, une allée de châtaigniers dont beaucoup sont plus que centenaires.

## Industrie
C'est près de Paks que se situe la seule centrale nucléaire du pays, qui assure environ 40 % des besoins nationaux. 

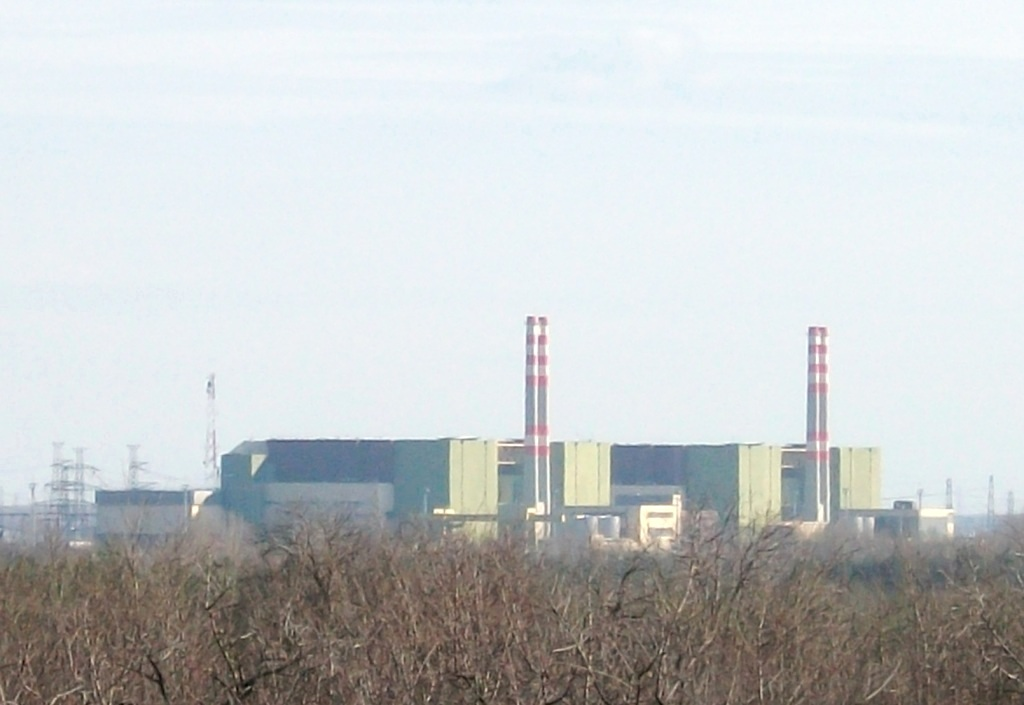
Centrale nucléaire de Paks

## Culture
La ville héberge un Festival du Printemps à la Pentecôte et un Festival International Festival de Blues, Jazz, Rock et Gastronomy.
Le club de foot est le Paksi SE (Paks or PSE).

## Jumelages
La ville Paks est jumelée avec :
- Galanta (Slovaquie)
- Gornji Vakuf-Uskoplje (Bosnie-Herzégovine)
- Târgu Secuiesc (Roumanie)
- Kozlodouy (Bulgarie)
- Loviisa (Finlande)
- Novovoronej (Russie)
- Reichertshofen (Allemagne)
- Vychkovo (Ukraine)

## Personnalités
Antal Kovács (1968-), judoka, champion olympique en 1992.